# Gemeentewapens in België
Gemeentewapens in België. Vlaanderen en Brussel is het standaardwerk over Vlaamse gemeentewapens dat in twee delen verscheen in 2002.

## Geschiedenis
Op 28 januari 1977 werd een decreet van de Vlaamse Gemeenschap afgekondigd dat bepaalde dat alle Vlaamse gemeenten en een wapen en een vlag moesten bepalen. In de 25 jaar daarna is dat ook gebeurd, na consultatie van de Vlaamse Heraldische Raad. In 1955 was eerder een standaardwerk van Max Servais hierover verschenen dat door dit werk werd vervangen.
Eerdere formele regelgeving was ontstaan tijdens de Napoleontische tijd met het keizerlijk decreet van 17 mei 1809; de stad Mechelen was de eerste die daarop een keizerlijk adelsdiploma kreeg (16 december 1810). Met het vertrek van Napoleon kwam er ook een einde aan diens overheidsheraldiek. Willem I bepaalde vervolgens bij Koninklijk Besluit van 24 december 1814 dat wapens voor overheidslichamen door hem zouden worden toegekend; een belangrijke adviesrol werd daarbij toebedeeld aan de Hoge Raad van Adel (HRvA). Op 24 augustus 1815 besloot Willem I zijn eerdere besluit ook van toepassing te verklaren op de Zuidelijke Nederlanden. Daarop werden ook gemeentelijke wapens uit het tegenwoordige België bij de HRvA geregistreerd en door de souverein bevestigd of toegekend. Voor Vlaanderen werden daarop vanaf 3 december 1817 in totaal 266 wapens bevestigd of verleend.
Na de onafhankelijkheid van België vaardigde Leopold I op 6 februari 1837 een Koninklijk Besluit uit waardoor de eerder onder de Hollandse tijd verleende of bevestigde wapens voor België vervallen werden verklaard. Nieuwe bevestigingen en verleningen werden daardoor noodzakelijk waarbij ook een adviesorgaan werd ingesteld, vanaf 1844 de Raad van Adel. Tijdens de regeerperiode van Leopold I (1831-1865) werden vervolgens 285 wapendiploma's uitgereikt voor instanties van het tegenwoordige Vlaanderen. Op 14 februari 1913 werd het besluit van 1837 gewijzigd. Tot 1977 werd voor iets meer dan 40% van de dan bestaande gemeenten een wapen erkend of verleend. Met het besluit van 1977 werd dus voor iedere Vlaamse gemeente een wapen en vlag verplicht gesteld.

## Inhoud
De twee delen bevatten in alfabetische volgorde afbeeldingen van de wapens en vlaggen van de Vlaamse gemeenten, met daaronder een beschrijving. Er wordt aangegeven welke besluiten door welk orgaan en op welke datum met betrekking tot het geldende wapen en de vlag zijn genomen. Vervolgens wordt de geschiedenis van de wapens beschreven, en eventueel worden ook eerder verleende of bevestigde wapens opgenomen, evenals die van deelgemeenten die later in de hoofdgemeente zijn opgegaan. Elk lemma wordt afgesloten met een uitgebreide bronnen- en literatuuropgave.
Alles wordt voorafgegaan door een uitgebreide historische inleiding en de wapen- en vlaggenbeschrijvingen van de Belgische staat, de Vlaamse Gemeenschap en de Vlaamse provincies. Het tweede deel sluit af met wapens van de gemeenten in het Brussels Hoofdstedelijk Gewest (voor zover vastgesteld).

## Uitgave
Dit standaardwerk werd uitgebracht in twee in grijslinnen gebonden delen. Het boekwerk werd uitgegeven door de bank van Dexia, tegelijkertijd met de verschijning van de pendant Armoiries communales en Belgique over de Waalse, Brusselse en Duitstalige gemeenten.